# Comuna Voinești, Dâmbovița
Voinești este o comună în județul Dâmbovița, Muntenia, România, formată din satele Gemenea-Brătulești, Izvoarele, Lunca, Manga, Mânjina, Oncești, Suduleni și Voinești (reședința).

## Așezare
Comuna se află în zona de deal din vestul județului, aproape de limita cu județul Argeș, în valea Dâmboviței. Ea este străbătută de șoseaua națională DN72A care leagă Târgoviște de Câmpulung; aceasta urmează cursul Dâmboviței, traversând-o la Oncești de pe malul stâng (dinspre sud) pe cel drept (înspre nord), pe un pod construit în timpul Războiului Ruso-Turc din 1877–1878, când principele Carol I a avut acolo cartierul general în timpul unei inspecții a trupelor concentrate în zonă. Pe teritoriul comunei, din acest drum național se ramifică șoselele județene DJ712A, care duce spre Fieni pe valea Râului Alb, și DJ702B, care merge de la Oncești paralel cu cel național, pe malul drept al Dâmboviței, către Decindeni și comuna Lucieni, unde se intersectează cu DN72.

## Demografie
Componența etnică a comunei Voinești
     Români (95,72%)
     Alte etnii (0,08%)
     Necunoscută (4,2%)
Componența confesională a comunei Voinești
     Ortodocși (94,4%)
     Alte religii (1,17%)
     Necunoscută (4,43%)
Conform recensământului efectuat în 2021, populația comunei Voinești se ridică la 5.911 locuitori, în scădere față de recensământul anterior din 2011, când fuseseră înregistrați 7.203 locuitori. Majoritatea locuitorilor sunt români (95,72%), iar pentru 4,2% nu se cunoaște apartenența etnică. Din punct de vedere confesional, majoritatea locuitorilor sunt ortodocși (94,4%), iar pentru 4,43% nu se cunoaște apartenența confesională.

## Politică și administrație
Comuna Voinești este administrată de un primar și un consiliu local compus din 15 consilieri. Primarul, Gabriel Dănuț Sandu[*], de la Partidul Social Democrat, este în funcție din 2008. Începând cu alegerile locale din 2024, consiliul local are următoarea componență pe partide politice:
|  | Partid                          | Consilieri | Componența Consiliului | Componența Consiliului | Componența Consiliului | Componența Consiliului | Componența Consiliului | Componența Consiliului | Componența Consiliului | Componența Consiliului | Componența Consiliului | Componența Consiliului | Componența Consiliului |
|  | ------------------------------- | ---------- | ---------------------- | ---------------------- | ---------------------- | ---------------------- | ---------------------- | ---------------------- | ---------------------- | ---------------------- | ---------------------- | ---------------------- | ---------------------- |
|  | Partidul Social Democrat        | 11         |                        |                        |                        |                        |                        |                        |                        |                        |                        |                        |                        |
|  | Alianța pentru Unirea Românilor | 2          |                        |                        |                        |                        |                        |                        |                        |                        |                        |                        |                        |
|  | Partidul Național Liberal       | 1          |                        |                        |                        |                        |                        |                        |                        |                        |                        |                        |                        |
|  | Oncescu Aristotel-Marius        | 1          |                        |                        |                        |                        |                        |                        |                        |                        |                        |                        |                        |

## Istorie
La sfârșitul secolului al XIX-lea, comuna Voinești făcea parte din plaiul Ialomița-Dâmbovița al județului Dâmbovița și avea în compunere satele Voinești și Burlănești, cu 900 de locuitori. În satele comunei funcționau două mori, o școală și două biserici. La acea vreme, pe teritoriul actual al comunei funcționau în aceeași plasă și comunele Gemenea și Izvoarele. Comuna Gemenea, cu satele Gemenea, Bratu-Oncescu și Capu Coastei, avea în total 1249 de locuitori. În comuna Gemenea existau 7 mori de apă, 3 biserici și o școală. Comuna Izvoarele avea în componență satele Suduleni și Izvoarele, în care trăiau 1063 de locuitori. Și aici se aflau 5 mori de apă, o piuă, o școală și două biserici. Satul Manga făcea pe atunci parte din comuna Pietrari.
În 1925, comuna Voinești era reședința plășii Voinești din același județ Dâmbovița. Comuna avea aceeași componență, și o populație de 1236 de oameni. Celelalte două comune făceau și ele parte din plasa Voinești. Comuna Izvoarele avea în compunere satele Izvoarele și Mânjina-Suduleni, precum și cătunul Lunca, localități în care trăiau în total 1450 de locuitori. Comuna Gemenea avea 1571 de locuitori în satele Gemenea-Brătulești, Capu Coastei și Oncești.
În 1931, comuna Voinești era formată doar din satul de reședință, în vreme ce comuna Gemenea își păstra componența, iar comuna Izvoarele avea satele Izvoarele, Mânjina și Suduleni.
În 1950, comuna Gemenea a trecut în administrarea raionului Muscel din regiunea Argeș, iar comunele mai sudice Voinești și Izvoarele — la raionul Târgoviște din regiunea Prahova și apoi (după 1952) din regiunea Ploiești. În 1968, ele au revenit la județul Dâmbovița, reînființat, și au fost reorganizate, desființându-se comunele Gemenea și Izvoarele și incluzându-se teritoriul lor în comuna Voinești.